# The Game Plan
The Game Plan är en film från 2007, regisserad av Andy Fickman. Huvudrollen i filmen spelas av Dwayne "The Rock" Johnson. Filmen handlar om en berömd man som spelar amerikansk fotboll. En dag kommer en liten flicka och säger att hon är hans dotter.
The Game Plan var den sista filmen som Johnson använde sitt smeknamn "The Rock."

## Rollista

### Huvudroller
- Dwayne "The Rock" Johnson - Joseph "Joe" Kingman
- Madison Pettis - Peyton Kelly
- Kyra Sedgwick - Stella Peck
- Roselyn Sánchez - Monique Vasquez

### Biroller
- Morris Chestnut - Travis Sanders
- Hayes MacArthur - Kyle Cooper
- Brian J. White - Jamal Webber
- Jamal Duff - Clarence Monroe
- Paige Turco - Karen Kelly
- Tubbs - Hunden Spike
- Lauren Storm - Cindy the Nanny
- Gordon Clapp - Coach Mark Maddox
- Kate Nauta - Tatyana
- Robert Torti - Samuel Blake, Jr.
- Rob Williams - McIlrevy

### Cameos
- Paul Pierce - Spelare
- Wally Szczerbiak - Deltagare vid öppningen av restsurangen
- Eddie George - Deltagare vid öppningen av restaurangen
- Jo Jo White - Deltagare vid öppningen av restaurangen

## Kopplingar till Disney
- I filmen finns radiokanalen WZPZ, som även finns med i Disneyserien The Suite Life of Zack & Cody.
- I fimen har Joe problem med fjärrkontrollen och råkar slå på Disney Channel där Hannah Montana visas (Johnson har även haft en gästroll i Hannah Montana).
- När Peyton är i köpcentret kan man höra Aly & AJ sjunga "Do You Believe in Magic" och Hannah Montana sjunga "Pumpin' Up the Party" i bakgrunden.
- Peyton sätter på Disney Channel man kan höra Hannah Montana sjunga "The Best of Both Worlds".